# إد شيرمان
إد شيرمان (بالإنجليزية: Ed Sherman)‏ هو مدرب رياضي أمريكي، ولد في 12 يوليو 1912 في مقاطعة ليكنغ في الولايات المتحدة، وتوفي في 29 سبتمبر 2009.